# Microloxia graminaria
Microloxia graminaria là một loài bướm đêm trong họ Geometridae.